# М56 (каска)

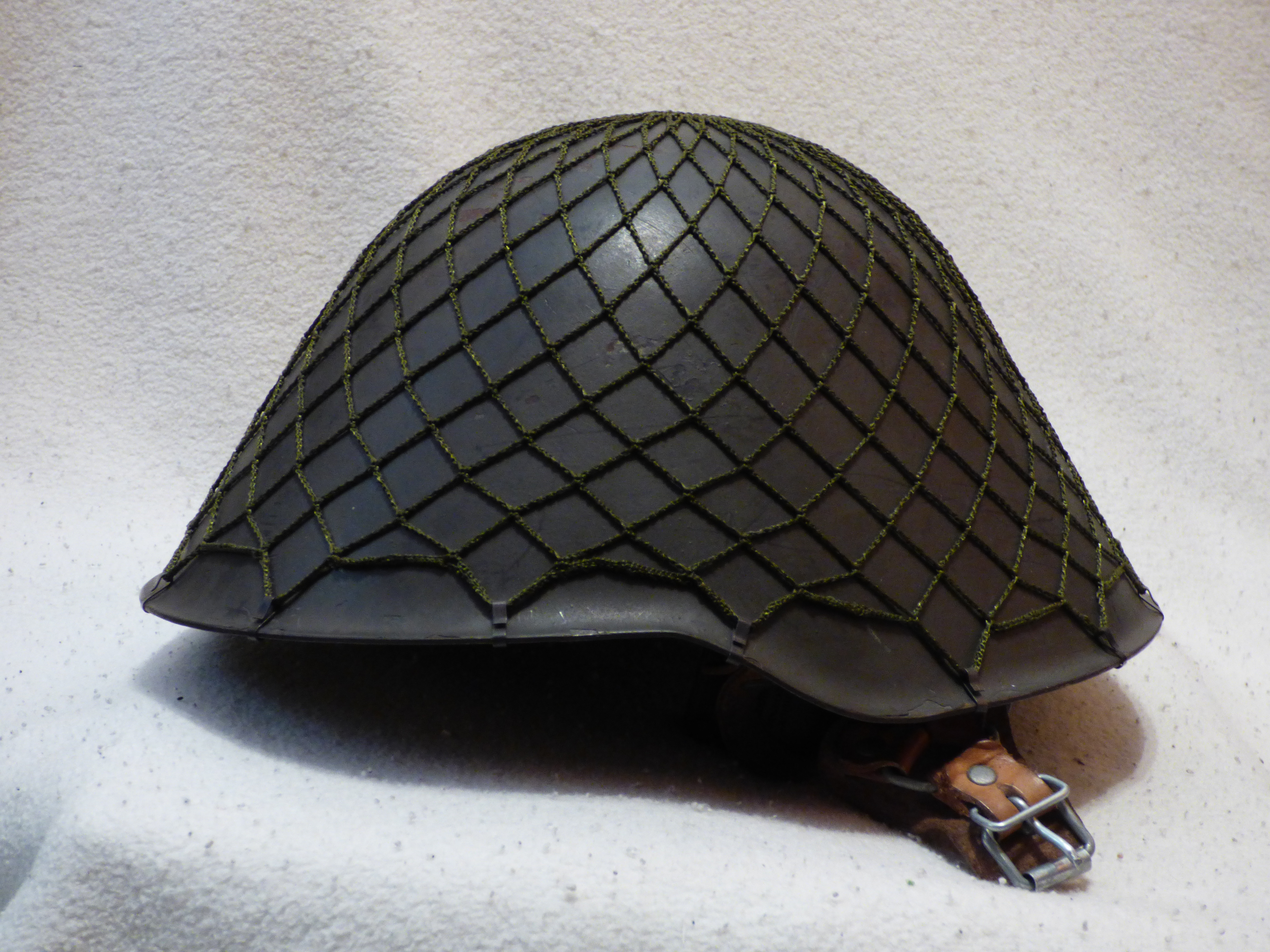
Шлем М56 c маскировочной сеткой

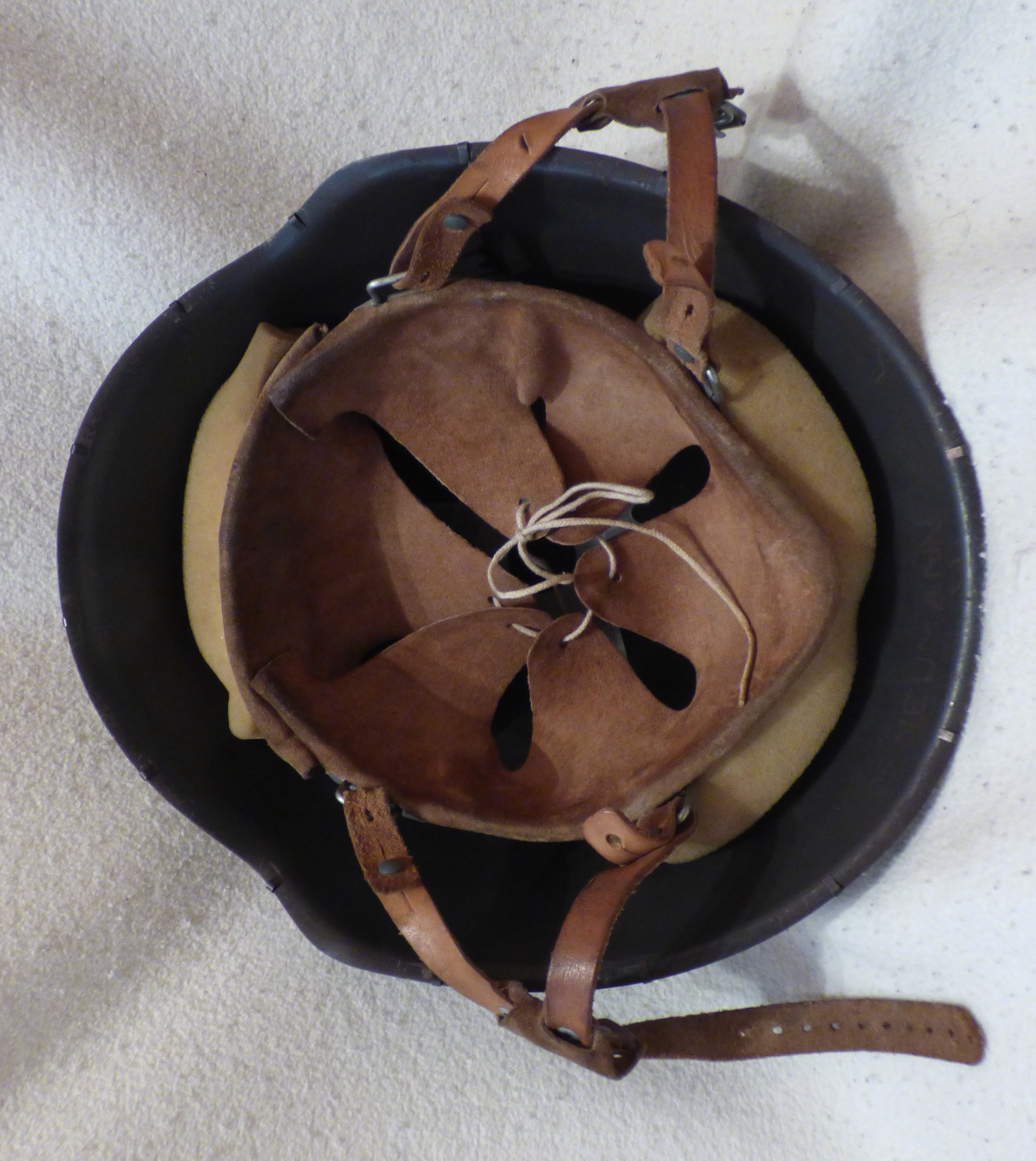
Подшлемник М56

M56 — германский общевойсковой шлем, применявшийся армией и полицией ГДР.

## История
Шлем был разработан в 1942 году как замена моделям М35 и М42. Первоначально он был создан для Вермахта Институтом оборонного технического материаловедения в Берлине. Шлем, известный как М1944, проходил испытания с 1943 года, но не был принят на вооружение.
Данный образец не находил применения до тех пор, пока не возникла потребность в отечественном шлеме для Volkspolizei и Национальной народной армии. Руководство Восточной Германии в значительной степени мотивировалось желанием не спровоцировать негативную реакцию, которую могло вызывать использование традиционного штальхельма у союзников Восточной Германии по Варшавскому договору (особенно Чехословакии, Польши и Советского Союза). Была и практическая причина — оставшиеся от Вермахта запасы шлемов М35 и М42 продолжали использоваться западногерманскими частями, в частности пограничниками. Более того, восточные немцы подозревали, что ФРГ может в любое время возобновить выпуск штальхельмов на общих основаниях для бундесвера и поэтому нуждался в шлеме, легко отличимом от шлема их вероятного противника. По обеим причинам экспериментальный образец 1942 года, вероятно, был выбран потому, что он был наиболее похож из всех немецких образцов на самые узнаваемые советские каски, в частности на СШ-40. Такая конструкция не только служила политическим целям, но и вряд ли могла быть точно воспроизведена в армиях НАТО. М56 имел определённое сходство с СШ-40, поэтому некоторые жители Западной Германии вообще не осознавали его немецкого происхождения и предполагали, что восточные немцы переняли шлем советского образца. 
Менее известным был шлем М54, который являлся, фактически, упрощённым вариантом М42, например, на нём отсутствовали характерные поля. Такой шлем производился до М56 непродолжительное время и был востребован Народной полицией (Volkspolizei) и Казарменной Народной полицией (Kasernierte Volkspolizei), фактически, предшественницей Национальной народной армии. После принятия М56, М54 передавались Боевым группам рабочего класса, либо на хранение.  
Шлем М56 выпускался в трех основных версиях: Mod 1 или I/56, Mod 2 или I/57 и Mod 3 или I/71, и широко продавался (или передавался) армиям африканских и ближневосточных стран.
Для М56 также выпускался чехол в камуфляже NVA strichtarn (Strichtarnmuster) - "Штрих-паттерн" с защитой шеи от дождя или солнца, также выпускалась маскировочные сетка.

## Описание
В отличие от предыдущих образов германских стальных шлемов, купол М56 имел рациональные углы наклона металла, что позволяло увеличить толщину металла на пути пули. Несмотря на сохранение внешнего вида М1944, полной копией предшественника М56 не был — так, с нуля было разработано подтулейное устройство шлема. Ремешки имели Y-образную форму и охватывали уши солдат с двух сторон, что повышало стабилизацию шлема на голове. Также в подтулейном устройстве имелись поролоновые и пластиковые амортизаторы, которые гасили удар по куполу, и специальное устройство, которое могло расцепить устройство с куполом шлема, если это было необходимо. Например, если солдат цеплялся шлемом за определенные препятствия ввиду его немаленьких габаритов. На внутренней стороне каски можно найти цифры, которые будут выставлены в ряд. Самая верхняя цифра, которая напечатана римскими цифрами является размером каски. 

## Пользователи
- ГДР: Армия и полиция.
- Египет
- Сирия
- Вьетнам
- Турция
- Хорватия[3]
- Ангола[4]

## Галерея

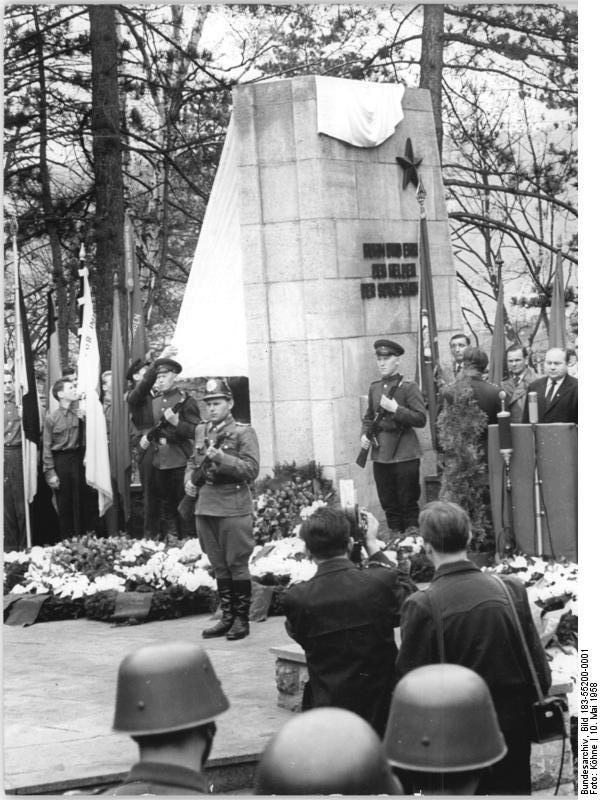
На переднем плане — солдаты ННА в шлемах М54
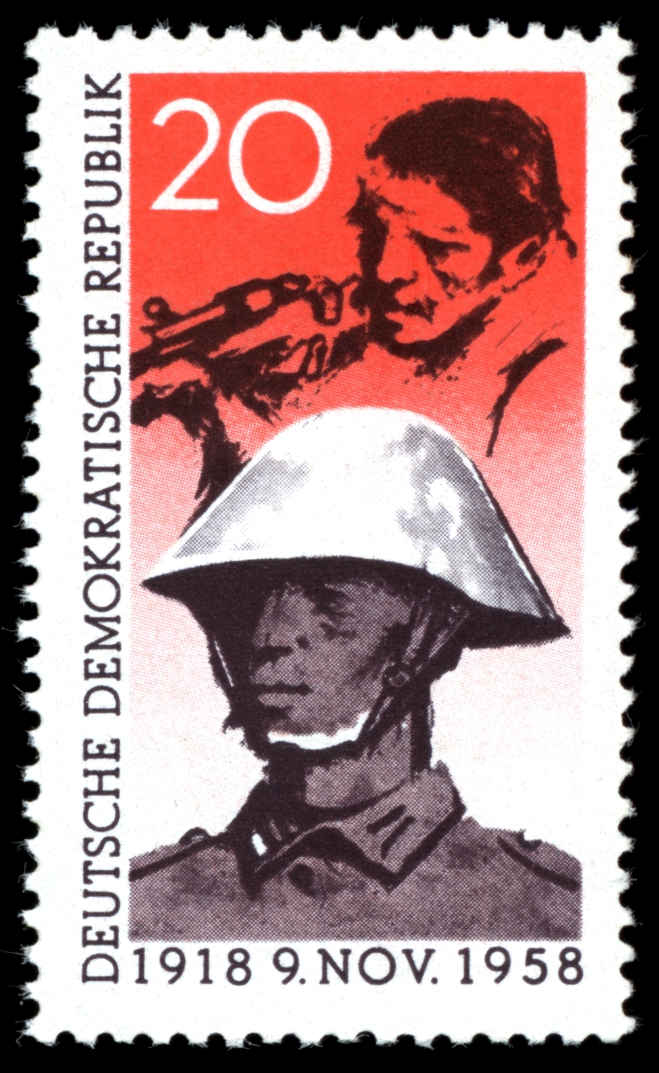
Солдат в М56 на почтовой марке ГДР, посвящённой Ноябрьской революции
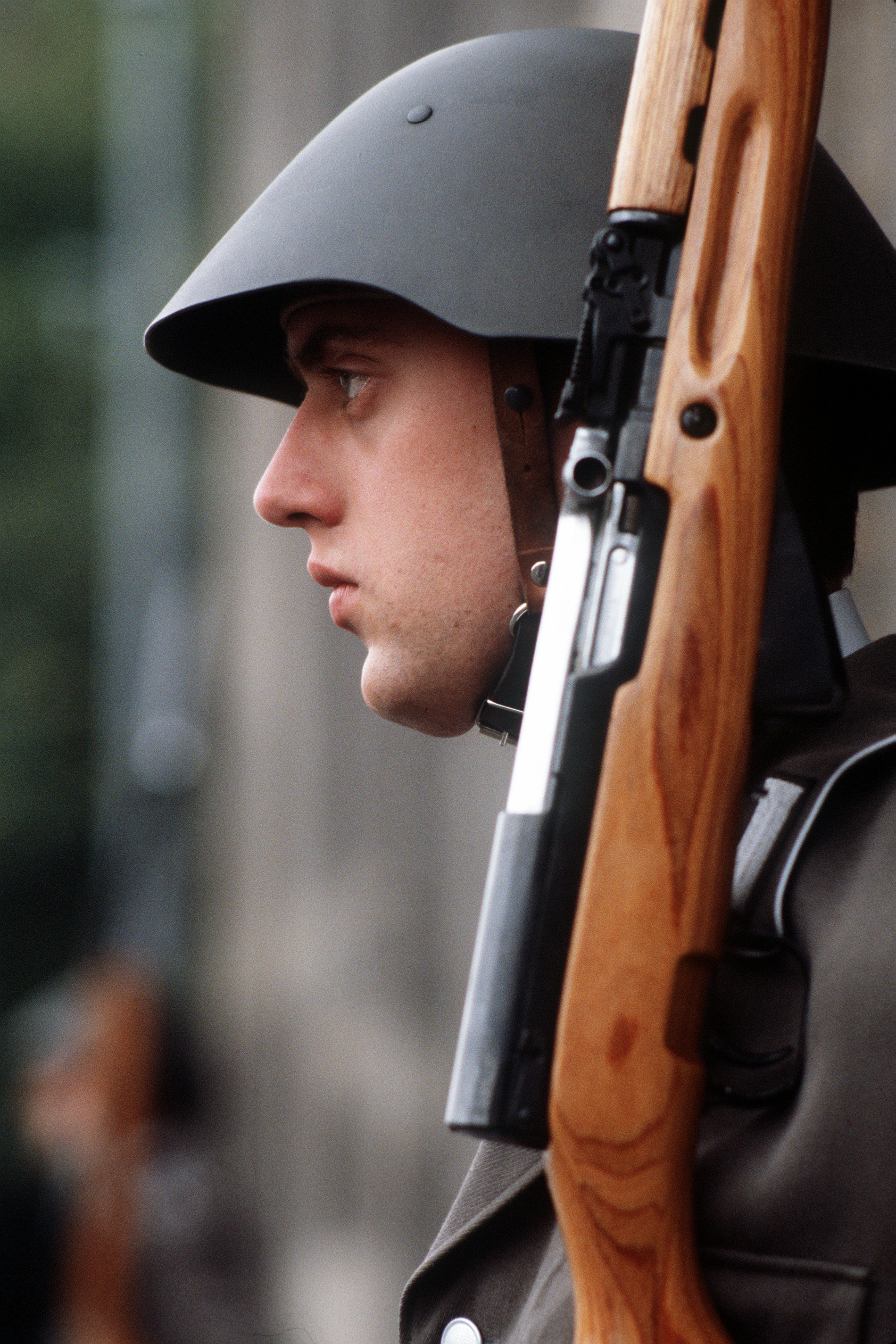
Солдат почётного караула в шлеме М56
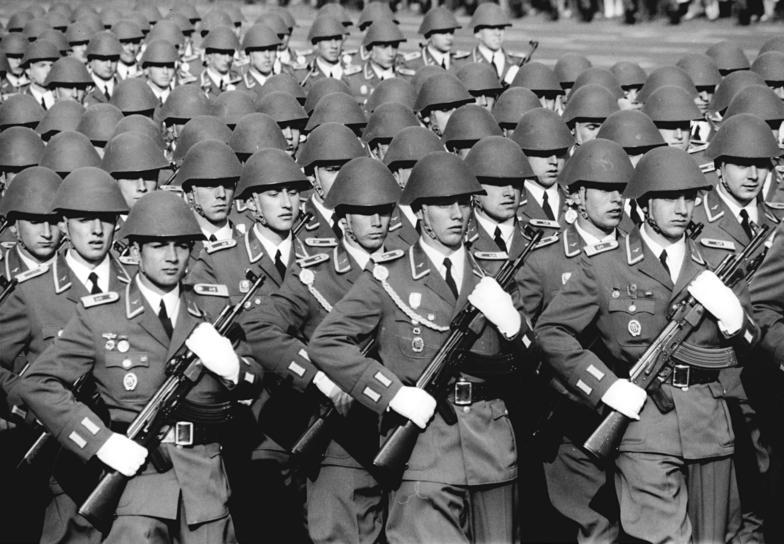
Солдаты ННА на параде
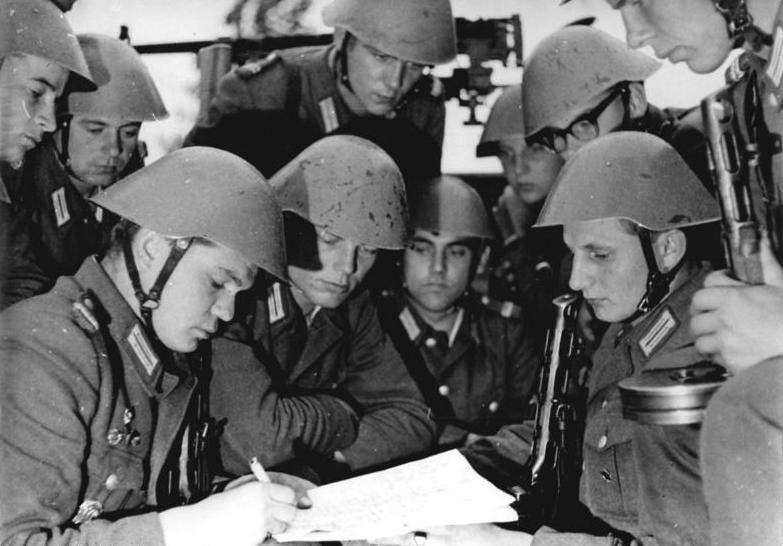
Бойцы казарменной полиции, 1961